# Phare de Capo San Vito
Le phare de Capo San Vito (en italien : Faro di Capo San Vito) est un phare situé à San Vito une station balnéaire de la municipalité de Tarente, dans la région des Pouilles en Italie. Il est géré par la Marina Militare.

## Histoire
Le phare, mis en service en 1866, se situe sur un cap au sud du port de Tarente, en mer Ionienne. Relié au réseau électrique, il est automatisé.
Il est équipé d'un Système d'identification automatique pour la navigation maritime.

## Description
Le phare  est une tour octogonale en béton de 43 m de haut, avec galerie et lanterne, attenante à une maison de gardien de deux étages. Le phare est totalement blanc et le dôme de la lanterne est gris métallique. Il émet, à une hauteur focale de 46 m, trois brefs éclats blancs de 0.2 seconde toutes les 15 secondes. Sa portée est de 22 milles nautiques (environ 41 km) pour le feu principal et 11 milles nautiques (environ 20 km) pour le feu de veille.
Identifiant : ARLHS : ITA-040 ; EF-3432 - Amirauté : E2132 - NGA : 10640 .

## Caractéristiques dufeu maritime
Fréquence : 15 s (W-W-W)
- Lumière : 0.2 seconde
- Obscurité 2.8 secondes
- Lumière : 0.2 seconde
- Obscurité 2.8 secondes
- Lumière : 0.2 seconde
- Obscurité : 8.8 secondes

### Lien connexe
- Liste des phares de l'Italie